# Rachel Reis
Rachel Reis (Feira de Santana, 4 de fevereiro de 1997), é uma cantora e compositora brasileira. Lançou seus primeiros singles e seu primeiro EP, Encosta, em 2021. A artista mistura ritmos como axé, MPB, pop, samba jazz, samba reggae e reggae. Em 2022, Rachel lançou seu primeiro álbum, intitulado "Meu Esquema”, que foi indicado ao Grammy Latino. E, além disso, foi indicada na categoria de artista revelação no Prêmio Multishow e no Women Music Events.
Em 2023, Rachel Reis recebeu o prêmio na categoria “Artista Revelação”, da APCA (Associação Paulista de Críticos de Arte), e recebeu o prêmio como “Videoclipe do Ano”, no MVF Awards com a faixa “Lovezinho”. Além disso, já se apresentou em festivais como Coala, MITA, Rock The Mountain e GRLS!.
Em 2024, algumas de suas canções fizeram parte de telenovelas e séries. "Bateu", com Gilsons e Mulú é trilha sonora de Renascer, nova trama das 21h da TV Globo; “Maresia” em Fuzuê, novela das 19h da TV Globo; “Caju”, em Cangaço Novo, série de sucesso do Prime Video; e “Maresia” também esteve no ar em Cacau, novela em Portugal. Além disso, "Melaço", em parceria com Lucy Alves, estreou em 2024 como trilha sonora de "No Rancho Fundo".
Em 2025, lançou o álbum "Divina Casca", com 15 faixas autorais. Participam do álbum os artistas BaianaSystem, Don L, Rincon Sapiência, Psirico e Nêssa. A direção musical ficou a cargo da própria cantora, e a produção foi dividida entre Barro, Guilherme Assis, Iuri Rio Branco, Marcelo de Lamare, Diogo Strausz, RDD e Tomaz Loureiro.

## Discografia
|                     | Música                                       | Data de lançamento |
| ------------------- | -------------------------------------------- | ------------------ |
| single              | Ventilador                                   | 10.01.2020         |
| single              | Sossego                                      | 15.05.2020         |
| EP "Encosta"        | 20h                                          | 30.04.2021         |
| EP "Encosta"        | Chanel                                       | 30.04.2021         |
| EP "Encosta"        | Saudade                                      | 30.04.2021         |
| EP "Encosta"        | Desatei                                      | 30.04.2021         |
| single              | Maresia                                      | 18.07.21           |
| single              | Me veja                                      | 10.12.21           |
| álbum "Meu Esquema" | Lovezinho                                    | 13.07.22           |
| álbum "Meu Esquema" | Motinha                                      | 14.08.22           |
| álbum "Meu Esquema" | Pelo                                         | 27.09.22           |
| álbum "Meu Esquema" | Bota Pagodão Ponto Net                       | 27.09.22           |
| álbum "Meu Esquema" | Consolação                                   | 27.09.22           |
| álbum "Meu Esquema" | Não Venha Pela Metade                        | 27.09.22           |
| álbum "Meu Esquema" | Flerte                                       | 27.09.22           |
| álbum "Meu Esquema" | Som                                          | 27.09.22           |
| álbum "Meu Esquema" | Serenidade                                   | 27.09.22           |
| álbum "Meu Esquema" | Amor Sem Barreira                            | 27.09.22           |
| álbum "Meu Esquema" | Brasa                                        | 27.09.22           |
| single              | Morar com Vc                                 | 14.11.22           |
| single              | Desfruta                                     | 11.01.23           |
| single              | Bateu                                        | 04.05.23           |
| single              | Caju (da série Original Amazon Cangaço Novo) | 17.08.23           |
| single              | Xuxu                                         | 02.11.23           |
| single              | Deixa Acender                                | 29.11.23           |
| álbum               | Macaco Sessions: Rachel Reis                 | 08.12.23           |
| single              | Melaço                                       | 11.01.24           |
| álbum               | Divina Casca                                 | 15.04.2025         |

## Prêmios e Indicações
| Ano  | Prêmio                                       | Categoria                                                       | Nomeação                  | Resultado |
| ---- | -------------------------------------------- | --------------------------------------------------------------- | ------------------------- | --------- |
| 2022 | WME Awards                                   | Artista Revelação                                               | Rachel Reis               | Indicado  |
| 2022 | Prêmio Multishow                             | Artista Revelação                                               | Rachel Reis               | Indicado  |
| 2022 | MVF Awards                                   | De Mina Pra Mina                                                | Rachel Reis               | Venceu    |
| 2022 | MVF Awards                                   | Melhor Videoclipe                                               | Lovezinho - Rachel Reis   | Venceu    |
| 2023 | Prêmio APCA                                  | Artista Revelação                                               | Rachel Reis               | Venceu    |
| 2023 | Latin Grammy 2023                            | Melhor Álbum de Rock ou Música Alternativa em Língua Portuguesa | Meu Esquema - Rachel Reis | Indicado  |
| 2023 | WME Awards                                   | Álbum do Ano                                                    | Meu Esquema - Rachel Reis | Indicado  |
| 2023 | Prêmio Multishow                             | Melhor MPB                                                      | Rachel Reis               | Indicado  |
| 2025 | Prêmio BTG Pactual da Música Brasileira 2025 | Artista Revelação                                               | Rachel Reis               | Indicado  |

## Ligações Externas
- Rachel Reis no Instagram